# Tyler Blackett
Tyler Nathan Blackett (* 2. April 1994 in Manchester) ist ein englischer Fußballspieler.

## Karriere

### Verein
Sein Debüt in der Premier League gab er am 16. August 2014 im Heimspiel gegen Swansea City. Er spielt außerdem für die englische U-19-Nationalmannschaft.
Am 26. Februar 2015 verlängerte Blackett seinen Vertrag bis zum 30. Juni 2017 mit einer Option auf ein weiteres Jahr. Im August 2015 wurde Blackett über die gesamte Saison 2015/16 an Celtic Glasgow verliehen. Er gab sein Debüt für Celtic am 7. Spieltag bei einer 1:2-Auswärtsniederlage gegen den FC Aberdeen, als er in der Startelf stand. Mit Celtic gewann Blackett die Schottische Meisterschaft, er kam allerdings nur dreimal in der Liga zum Einsatz.
Im August 2016 wechselte er zum Zweitligisten FC Reading, bei dem er einen Vierjahresvertrag erhielt. Dort war er direkt Stammspieler und spielte in seiner ersten Saison 34 Mal in der EFL Championship. Am Ende der Saison erreichte er mit Reading die Playoffs, konnte es jedoch nicht schaffen in die Premier League aufzusteigen, da man im Finale im Elfmeterschießen gegen Huddersfield Town verlor. In der Folgesaison war er wieder in der Außenverteidigung gesetzt. Dies blieb auch 2018/19 so. In der Saison 2019/20 bekam er weniger Einsätze.
Somit wechselte er im August 2020 ablösefrei zu Nottingham Forest, einem Ligakonkurrenten von Reading. Ebenfalls ablösefrei zog er dann im August 2021 weiter in die US-amerikanische Major League Soccer zum FC Cincinnati. Ende 2022 lief der Vertrag aus und Blackett war bis zum März 2023 vereinslos. Dann unterschrieb er beim Zweitligisten Rotherham United. In der folgenden Saison 2023/24 stieg Blackett mit Rotherham in die dritte englische Liga ab. Blacketts Vertrag endete im Sommer 2024. Seitdem ist er (Stand: Februar 2025) vereinslos.

### Nationalmannschaft
Obwohl Blackett in allen Jugend-Nationalmannschaften von der U16 bis zur U21 Einsätze hatte, bestritt er kein Spiel für die englische A-Nationalmannschaft.

## Erfolge
- Schottischer Meister: 2016